# Kamerungrönbulbyl
Kamerungrönbulbyl (Arizelocichla montana) är en fågel i familjen bulbyler inom ordningen tättingar.

## Utseende och läte
Kamerungrönbulbylen är en medelstor och påfallande enfärgat olivgul bulbyl med röda ögon. Den är något lik gråstrupig grönbulbyl, men skiljer sig tydligt genom avsaknad av grått på huvudet och kontrasterande vita halvmånar ovan och under ögat. Jämfört med bamendagrönbulbylen är den mer bjärt färgad och har olivgrön snarare än rödbrun stjärt. Sången består av en tjirpande serie med nasala toner som avslutas med en accelererande utsmyckning.

## Utbredning och systematik
Fågeln förekommer i bergsskogar i Nigeria och Kamerun. Den behandlas som monotypisk, det vill säga att den inte delas in i några underarter.

## Levnadssätt
Kamerungrönbulbylen hittas i bergstrakter, där den ses i bergsskogar, ungskog och buskmarker. Den födosöker i undervegetationen och i skogens mellersta skikt.

## Status och hot
Arten har ett stort utbredningsområde, men tros minska i antal, dock inte tillräckligt kraftigt för att den ska betraktas som hotad. Internationella naturvårdsunionen IUCN listar arten som livskraftig (LC).